# Apprezzamento del capitale
L'apprezzamento del capitale è un incremento del prezzo o del valore degli asset. Esso può riferirsi all'apprezzamento delle azioni di una società o dei titoli obbligazionari detenuti da un investitore, ad un incremento del valore di stima immobiliare  o ad altre rivalutazioni delle immobilizzazioni.
L'apprezzamento del capitale può verificarsi passivamente e gradualmente, senza che l'investitore intraprenda alcuna azione. Esso si distingue da una plusvalenza, che è il profitto conseguito in seguito all'alienazione di un asset. L'apprezzamento del capitale può essere o meno mostrato in bilancio; se viene mostrato, con la rivalutazione del bene, si dice che l'aumento è "riconosciuto". Una volta che l'asset è stato alienato, l'apprezzamento dalla data di acquisto iniziale del bene diventa un guadagno "realizzato".
Quando il termine è utilizzato in riferimento alla valutazione delle azioni, l'apprezzamento del capitale è l'obiettivo di un investitore che cerca la crescita a lungo termine. Si tratta della crescita del capitale investimento, ma non necessariamente di un incremento del reddito corrente prodotto dall'asset.
Nel contesto dell'investimento in un fondo comune d'investimento, l'apprezzamento del capitale si riferisce all'aumento del valore dei titoli in un portafoglio che contribuisce alla crescita del valore patrimoniale netto. Un fondo di apprezzamento del capitale è una tipologia di fondo il cui obiettivo primario è per l'appunto l'apprezzamento del capitale, sicché investe in growth stocks.